# Milone di Treviri
Milone di Treviri (VII secolo – Meulenwald, 761 o 762) è stato un vescovo franco.
Era figlio di Liutvino, vescovo di Treviri,  e di Willigarda di Baviera. Era anche pronipote del vescovo di Treviri, Basino.

## Biografia
Figlio di Liutvino di Treviri e nipote di Guerino di Poitou, Milone ricevette un'educazione monastica com'era in uso per i nobili medievali e divenne monaco benedettino.
Benché non ricevette mai né la consacrazione sacerdotale né quella episcopale, succedette al padre nella carica a Treviri, dove appare documentato per la prima volta nel 723; inoltre, quando Carlo Martello rimosse Rigoberto dalla carica di vescovo di Reims, chiamò Milone a succedergli, quale ricompensa per l'appoggio dato nella lotta contro Ragenfrido.
La vita e il comportamento come vescovo di Milone nella storia della Chiesa sono controversi. Avversò Bonifacio, vescovo di Magonza, per la riforma di quest'ultimo nella Chiesa e nei vescovadi in Austrasia. L'utilizzo dei beni ecclesiastici per la propria famiglia e a scopi politici, ad esempio a favore dei propri figli illegittimi, e una condotta di vita profana lo esposero a critiche anche da parte di papa Zaccaria (751). Il concilio di Soissons, dietro sollecitazione di Bonifacio, lo depose dalla sede episcopale di Reims. Non rimase neppure vescovo di Treviri fino alla morte.
Milone morì per un incidente di caccia a Meulenwald, presso Treviri.
Sulla sua morte e sul luogo dell'incidente di caccia ove fu posta la "Croce di Milone", circolano leggende locali, che riprendono le descrizioni negative di Milone nelle Gesta Treverorum.